# Antonio Bellotti
Antonio Bellotti (Lettere, 1952 – Messina, 16 gennaio 1971) è stato un poliziotto italiano, agente della Polizia di Stato, morto nell'espletamento delle sue funzioni.

## Biografia
Faceva parte del reparto celere di Padova. Insieme al suo convoglio era stato mandato a Reggio Calabria, in rinforzo delle forze, in occasione dei moti di Reggio. Mentre il suo convoglio ferroviario si apprestava a lasciare la città, lo stesso veniva fatto oggetto di lancio di sassi contro i suoi occupanti. Uno di questi colpì il Bellotti alla testa e, in conseguenza delle ferite riportate, lo condusse a morte dopo quattro giorni presso l'ospedale di Messina.

### Onorificenze
Nel 1977 gli venne conferita la medaglia d'oro al valor civile alla memoria.

### Monumenti dedicati ad Antonio Bellotti
Nella frazione Piazza Roma a Lettere è stato fatto erigere un monumento in suo onore.